# Randy Thenu
Randolph "Randy" Thenu (* 8. August 1986 in Rosmalen) ist ein indonesisch-niederländischer Fußballspieler.

## Karriere

### Verein
Thenu begann seine Karriere mit dem OJC Rosmalen. Nachdem er alle Jugendmannschaften bis zur D-Jugend des OJC Rosmalen durchlaufen hatte, wechselte im Mai 2001 zum FC Den Bosch. Im Sommer 2004 rückte er in das Eredivisie Team des FC Den Bosch auf, kam aber erst nach dem Abstieg in der Folgesaison zu seinem Profidebüt in der Eerste Divisie gegen die Go Ahead Eagles. Auch aufgrund von Verletzungen kam er nur zu vier weiteren Zweitligaspielen und spielte vorwiegend in der Reservemannschaft. Nach vier Jahren in der ersten Mannschaft des FC Den Bosch, kehrte er zum OJC Rosmalen zurück. Bei Rosmalen spielte er zwei Jahre und wechselte im Sommer 2010 zum RKSV Schijndel. Nachdem er in seiner ersten Saison bei Schijndel nicht zum Zuge gekommen war, wechselte er auf Leihbasis zum VV UNA/Brinvast. Im Juni 2012 kehrte er zum RKSV Schijndel in die viertklassige Hoofdklasse zurück.

### Nationalmannschaft
Thenu der als Sohn Molukkenischen Einwanderern in Rosmalen geboren und in s'Hertogenbosch aufgewachsen ist, gehörte zum erweiterten Kreis für die Indonesische Fußballnationalmannschaft.

## Futsal
Thenu spielt in den Sommer und Winterpausen für FCK De Hommel in den Niederlanden Futsal.

## Privates
Sein Bruder Ruben Thenu spielt als Semi-Professioneller Fußballer in den Amateurligen der Niederlande.